# Gloria Glens Park (Ohio)
Gloria Glens Park es una villa ubicada en el condado de Medina en el estado estadounidense de Ohio. En el Censo de 2010 tenía una población de 425 habitantes y una densidad poblacional de 1.465,12 personas por km².

## Geografía
Gloria Glens Park se encuentra ubicada en las coordenadas 41°3′30″N 81°54′5″O / 41.05833, -81.90139. Según la Oficina del Censo de los Estados Unidos, Gloria Glens Park tiene una superficie total de 0.29 km², de la cual 0.28 km² corresponden a tierra firme y (4.46%) 0.01 km² es agua.

## Demografía
Según el censo de 2010, había 425 personas residiendo en Gloria Glens Park. La densidad de población era de 1.465,12 hab./km². De los 425 habitantes, Gloria Glens Park estaba compuesto por el 98.59% blancos, el 0.24% eran afroamericanos, el 0.24% eran amerindios, el 0.47% eran asiáticos, el 0% eran isleños del Pacífico, el 0% eran de otras razas y el 0.47% pertenecían a dos o más razas. Del total de la población el 1.41% eran hispanos o latinos de cualquier raza.